# Balthasar Herberz
Balthasar Herberz (* 8. August 1853 in Uerdingen; † 18. März 1932 in Terijoki; vollständiger Name: Balthasar Johann Wilhelm Herberz) war ein deutsch-russischer Metallurge und Manager.

## Leben
Balthasar Herberz begann zum Wintersemester 1870/1871 das Studium der Hüttenkunde am Polytechnikum Aachen, er war damit einer der ersten Studenten der neu geschaffenen Hochschule. Ein Jahr später gehörte er zu den Rekonstitutionsrenoncen des Corps Rhenania, das von 1855 bis 1865 am Polytechnikum Zürich bestanden hatte. Zum Wintersemester 1872/1873 wechselte er zur Fortsetzung seines Studiums an die Bergakademie Freiberg und schloss sich hier dem Corps Montania an.
Schon wenige Jahre nach Abschluss des Studiums übernahm er die verantwortliche Leitung der Petersburger Eisen- und Drahtwerke. Als Generaldirektor dieses Großunternehmens nahm er über Jahrzehnte Einfluss auf die Wirtschaft Russlands. Er war maßgeblich an der Gründung der Donez-Jurowsker Metallurgischen Gesellschaft und der Minen-Gesellschaft Südrusslands beteiligt. Auch im kulturellen Leben Russlands nahm er, obgleich Deutscher, eine herausragende Rolle ein. So war er Staatsrat und stellvertretender Vorsitzender der Wohlfahrtsinstitutionen der Kaiserin-Mutter Maria. Als Kunstsammler besaß er die zweitgrößte russische Sammlung seltener Bronzen. 1883 gehörte er zu den Gründern der St. Petersburger Weinheimer-Alte-Herren-Vereinigung.
Durch die Oktoberrevolution verlor Herberz seine Stellung und den Großteil seines Vermögens und zog sich in sein Ferienhaus am Waldrand von Selenogorsk, das von 1917 bis zum finnisch-sowjetischen Winterkrieg 1939/1940 als Terijoki zur jungen finnischen Republik gehörte, zurück. Hier starb er 1932 im Alter von 78 Jahren.  